# Pierre Véry
Pierre Véry, né le 17 novembre 1900 à Bellon et mort le 12 octobre 1960 à Paris 8e, est un écrivain et scénariste français. Parmi ses romans les plus célèbres figurent notamment Les Disparus de Saint-Agil, Goupi-Mains rouges et L'Assassinat du père Noël, tous adaptés avec grand succès au cinéma. Auteur de romans policiers, il a aussi écrit des ouvrages pour la jeunesse.

## Biographie
Pierre Véry naît en 1900 dans la ferme du Couret à Bellon en Charente. Entre les lectures de Jules Verne et Thomas Mayne-Reid, Erckmann-Chatrian et Onésime Reclus, il vit là ses douze premières années : les paysages charentais formeront d'ailleurs les décors de Pont-Égaré, de Goupi-Mains rouges et des Métamorphoses. Le goût du jeune Pierre pour la fiction lui vient de sa mère qui le berce dès son plus jeune âge de légendes locales qui alimenteront ensuite son univers romanesque. Homme plus pragmatique, son père, ancien maire de Condé-sur-Noireau, est un professeur de mathématiques qui finit par perdre son poste en raison de ses activités politiques.

Itinéraire Pierre Véry à Bellon
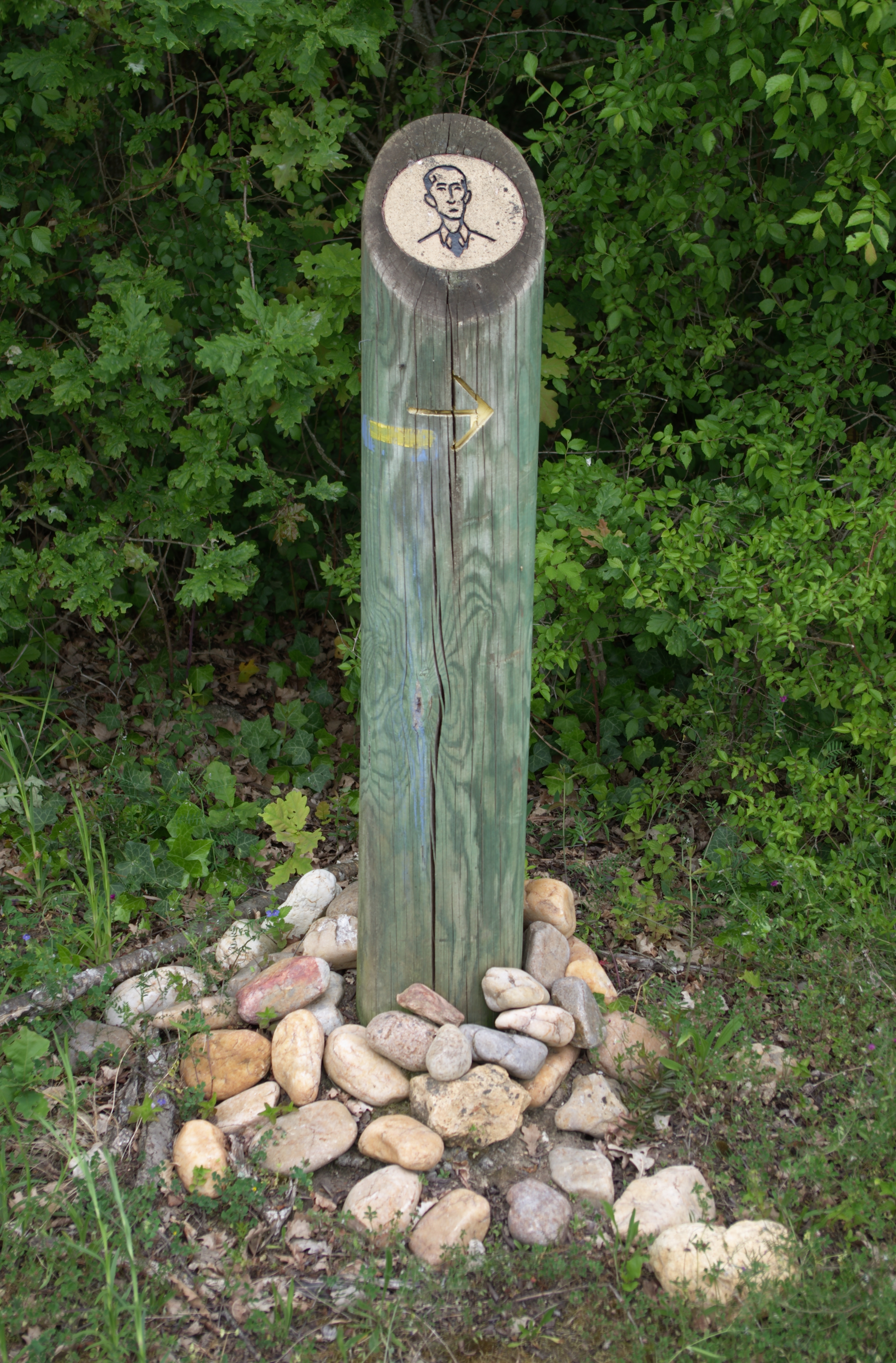
Un des jalons de l'itinéraire.
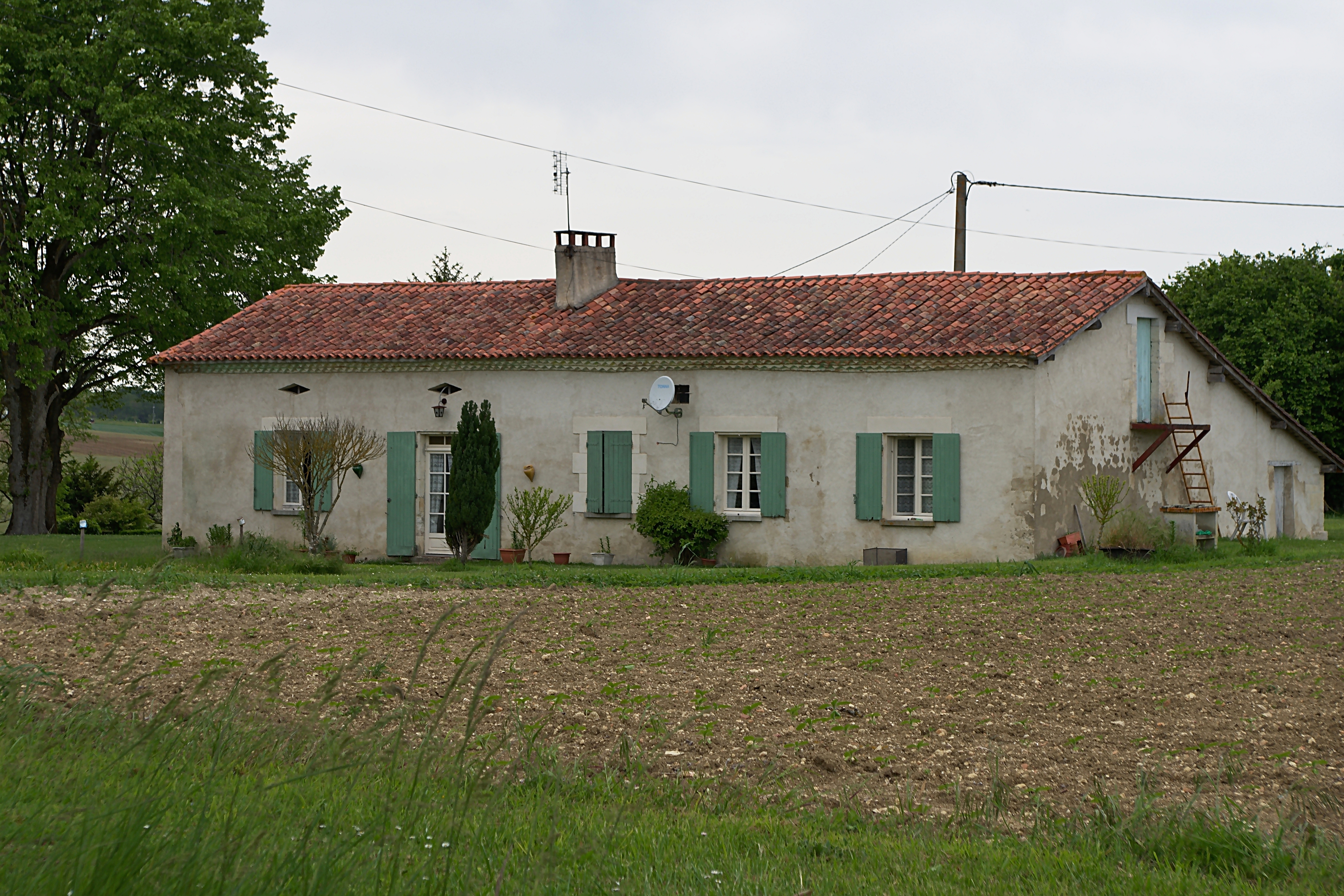
Maison de Prosper Châtaignier.

Après Condé-sur-Noireau et Angoulême, où il est lycéen, il devient élève au pensionnat de Sainte-Marie de Meaux en 1913, année où il perd sa mère. À la même époque, il crée la société secrète des Chiche-Capon, dont le but est de trouver les moyens de se rendre en Amérique, et qui inspirera au Véry adulte ses romans Les Disparus de Saint-Agil et Les Anciens de Saint-Loup. En 1915, il rejoint son père, installé 111 rue Lauriston, à Paris, et devenu entre-temps marchand d'étoffes.
Plusieurs petits métiers plus tard, et après quelques courses cyclistes et tentatives de tour du monde avortées avec son ami Pierre Béarn, Pierre Véry ouvre en 1924 la Galerie du Zodiaque, une librairie d'occasion, sise au 52 rue Monsieur-le-Prince, à Paris. Jusqu’en 1932, date à laquelle il cède la librairie à Pierre Béarn, il voit passer nombre d’écrivains, et en particulier ceux qui fréquentent rue de l'Odéon la Maison des amis du livre ou Shakespeare and Company : André Gide, Valery Larbaud, René Trintzius. Il tâte aussi du journalisme littéraire pour le Journal littéraire et Paris-Journal, et continue d'écrire pour lui-même. Durant cette période il fréquente Marcel Achard, Serge, Georges Charensol, puis, au milieu des années 1930, Paul Gilson, Nino Frank et Roger Régent.
Il amorce sa carrière littéraire en publiant des nouvelles et en rédigeant de courts articles pour diverses revues sous les pseudonymes T. Tremeur et Simon Périgord. En 1929 paraît son premier roman, Pont-Égaré, qui obtient un succès d'estime et se retrouve dans les sélections des prix Renaudot et Femina. L'année suivante, il reçoit le premier prix du roman d'aventures pour Le Testament de Basil Crookes, un roman policier publié dans la collection Le Masque sous le pseudonyme de Toussaint-Juge, bien qu'une erreur éditoriale révèle le nom de Pierre Véry à l'intérieur de l'ouvrage. Devant le bel accueil public remporté, l'auteur hésite entre le désir de redevenir un auteur « sérieux » et s'engager résolument dans la fiction policière avec l'espoir d'en renouveler la forme. Les romans suivants, Danse à l'ombre (1931), Les Métamorphoses (1931), Le Meneur de jeu (1933) et Clavier universel (1933), trahissent ses hésitations. En 1934, il choisit finalement le roman policier et crée le personnage de Prosper Lepicq qui revient dans une demi-douzaine d'enquêtes. À partir de cette date se développe le style propre de Véry qui qualifie lui-même ses récits de « romans de mystères ». En effet, dans ses œuvres, comme dans ses scénarios, le merveilleux et la fantaisie côtoient la peur et l'aventure d'une façon toute singulière qui établit sa signature. En 1938, le public le découvre plus largement, grâce au cinéma, avec l'adaptation des Disparus de Saint-Agil, roman paru trois ans plus tôt.
Dans les années 1950, il habite rue du Boccador dans le 8e arrondissement de Paris, où il meurt subitement d'une crise cardiaque le 12 octobre 1960. Il est dans un premier temps inhumé au cimetière de Passy (10e division). À la mort de sa veuve, leurs enfants les réunirent en 1985 dans le cimetière de Bellon (Charente).
Il passait régulièrement ses vacances à Saint-Romain, où son père habitait une partie de l’année[passage promotionnel].

### Famille
De son mariage avec Jeanne Rouvin (1908-1985), Pierre Véry a eu trois enfants : Madeline, Dominique et Noël. Noël Véry, opérateur de cinéma connu et promoteur en France du steadicam, s'occupe activement de la mémoire de l'œuvre de son père.

## Œuvre

### Romans

#### SérieProsper Lepicq
- Meurtre Quai des Orfèvres (1934)
- Monsieur Marcel des pompes funèbres (1934)
- L'Assassinat du père Noël (1934)
- Le Réglo (1934)
- Les Disparus de Saint-Agil (1935)
- Le Gentleman des antipodes (1936)
- Le Thé des vieilles dames (1937)

#### SérieGoupi-Mains rouges
- Goupi-Mains rouges (1937)
- Goupi-Mains rouges à Paris (1948)

#### Autres romans policiers
- Le Testament de Basil Crookes (1930)
- Le Baron Gaude, détective (1933)
- Clavier universel (1933)
- Le Meneur de jeu (1934)
- Les Quatre Vipères (1934)
- Les Trois Claude (1936)
- Mam'zelle Bécot (1937)
- Monsieur Malbrough est mort (1937)
- L'Inspecteur Max (1937)
- Série de sept (1938)
- Madame et le Mort (1940)
- Mort depuis 100 000 ans (1941)
- L'assassin a peur la nuit (1942)
- L'Inconnue du terrain vague (1943)
- Histoire de brigands (1943)
- Les Anciens de Saint-Loup (1944)
- Léonard ou les Délices du bouquiniste (1946)
- Le Costume des dimanches (1948)
- La Route de Zanzibar (1949)
- Un grand patron (1951)
- Le Guérisseur (1954)

#### Autres romans
- Pont-Égaré (1929)
- Danse à l’ombre (1931)
- Les Métamorphoses (1931)
- Le Pays sans étoiles (1945), récit fantastique
- Au royaume des feignants (1946), roman d'anticipation
- La Révolte des Pères Noël (1959), roman de politique-fiction

### Nouvelles

#### Recueils de nouvelles
- Les Veillées de la Tour Pointue (1937)
- Cinéma, Cyanure, et Compagnie (1954)
- Tout doit disparaître le 5 mai (1961), recueil de nouvelles de science-fiction posthume

#### Nouvelles de la sérieProsper Lepic
- Police technique[6] (1935)
- Prenez garde aux ballons rouges[7] (1939)
- La Dame des musées[7] (1939)

### Ouvrages de littérature d'enfance et de jeunesse
- Signé : Alouette (1960)
- Les Héritiers d'Avril (1960), Hachette, 254 p. : dédié à Remo Forlani, édition illustrée par Jacques Poirier

### Autre publication
- Lettre d'excuses à un assassin de romans policiers (2005)[8]

## Filmographie

### Scénariste
- 1941 : L'Enfer des anges
- 1942 : Pension Jonas
- 1942 : Mélodie pour toi
- 1946 : Le Pays sans étoiles
- 1946 : Martin Roumagnac
- 1948 : La Chartreuse de Parme
- 1948 : Le Carrefour des passions
- 1949 : Suzanne et ses brigands
- 1949 : Le Paradis des pilotes perdus
- 1949 : Singoalla
- 1950 : Les Anciens de Saint-Loup
- 1950 : Souvenirs perdus
- 1951 : Un grand patron
- 1953 : L'Esclave
- 1953 : Le Guérisseur
- 1954 : Papa, maman, la Bonne et moi
- 1955 : Papa, maman, ma femme et moi
- 1957 : Mademoiselle Strip-tease de Pierre Foucaud
- 1958 : Échec au porteur
- 1958 : Sans famille
- 1961 : Par-dessus le mur de Jean-Paul Le Chanois

### Adaptations de ses œuvres
- 1938 : Les Disparus de Saint-Agil
- 1941 : L'Assassinat du père Noël
- 1942 : L'assassin a peur la nuit
- 1943 : Goupi Mains Rouges
- 1943 : Madame et le Mort
- 1946 : Le Pays sans étoiles
- 1950 : Les Anciens de Saint-Loup
- 1951 : Un grand patron
- 1957 : L'Assassinat du père Noël
- 1967 : Signé alouette (téléfilm)
- 1976 : Le Gentleman des Antipodes (téléfilm)
- 1990 : Les Disparus de Saint-Agil (téléfilm)
- 1994 : Goupi mains rouges (téléfilm)

## Appareil critique